# Cheilotrichia cinereipleura
Cheilotrichia cinereipleura là một loài ruồi trong họ Limoniidae. Chúng phân bố ở miền Tân bắc.